# Banu Ashqilula

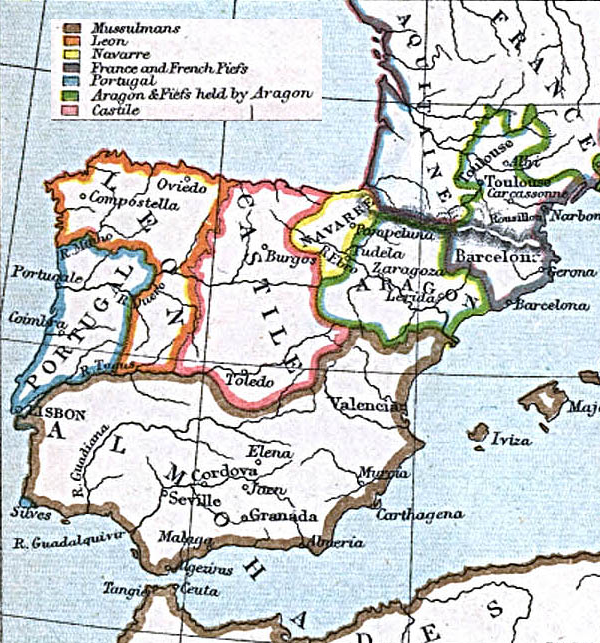
Cartina della penisola iberica nel 1210

I Banū Ashqīlūla fu una dinastia araba che governò le città iberiche di Malaga e Guadix durante il periodo di esistenza del sultanato di Granada. Il loro intervento si rivelò decisivo nel consentire la fondazione di quest'ultimo Stato per opera di Muhammad ibn Nasr, ma in seguito essi si ribellarono ai successori di quest'ultimo senza però perdere alcuna influenza. Gli Asqilula furono una delle famiglie che più di ogni altra ricoprì delle importanti cariche sotto il dominio della dinastia dei Nasridi. Il primo esponente di spicco, il suo progenitore Abu'l Hasan Ali Ibn Ashqilula al-Tujibi, viene menzionato dalle fonti nel 1232, quando aiutò la dinastia nasride nella conquista di Granada. Per i primi vent'anni del dominio nasride a Granada, gli Ashqilula cooperarono a stretto contatto con al-Ahmar nelle sue prime imprese, come l'effimera conquista di Siviglia. Come ricompensa per i loro servigi, agli Asqilula furono concessi governatorati nei territori nasridi di Malaga, Guadix e Baza.